# Вукославићи
Породица Вукославић је српска племићка породица која је држала област у Поморављу током Српског царства (1331–1379) и његовог пада (1379–1459).

## Историја
Историја почиње од жупана (војводе) Вукослава, који је држао Требиње, Гацко и Рудине у западним земљама краља Стефана Дечанског, али их је изгубио 1328–1331. Од цара Душана Силног (р. 1331-1355) добио је област која је повезивала Поморавље (Ћуприју и Параћин) са доњим делом Тимочке долине преко Честобродице.
Вукослав је имао два сина Црепа и Држмана. Цреп је био вазал српског кнеза Лазара и држао је пограничну област око тврђаве Петрус, у Параћину. Цреп је, заједно са комшијом племићем Витомиром, победио османску војску у бици код Дубравнице на реци Дубравници код Параћина 25. децембра 1380/1381.
Цреп је, са оцем Вукославом подигао Манастир Лешје, и као ктитор помогао обнову манастира Велике лавре на Светој гори.
Породица је била умешана у кратак сукоб око цркве и њених села (Лешје) које је Вукослав дао манастиру Хиландару 1360. године. Два брата су тражили да им их врате, а Лазар их је подржао (помиње се у Лазаревим хрисовуљама). Насељен је 1411. године, када је деспот Стефан Лазаревић дао Хиландару друге прилоге, враћајући донације Вукослава Венедикту, сину Цреповом.

## Чланови
- Вукослав, војвода градова у Херцеговини, касније Поморављу
- Цреп, војвода
- Венедикт Цреповић, митрополит
- Анисија, православна монахиња, умрла 1426/1427
- Држман (Дионисије, монашко име)